# Miss Prestige National & Mister Chic France 2023
 (novembre 2024).
Si vous disposez d'ouvrages ou d'articles de référence ou si vous connaissez des sites web de qualité traitant du thème abordé ici, merci de compléter l'article en donnant les références utiles à sa vérifiabilité et en les liant à la section « Notes et références ».
 (avril 2023).
L’élection de Miss Prestige National & Mister Chic France 2023 est la quatrième élection du comité Miss Prestige National qui se déroulera le 29 avril 2023 à Bergues. Clara Ringot succède à Laura Soldani, Miss Prestige National 2022. Damien Vanhille devient le Mister Chic France 2023.

## CandidatsMister Chic France
| Région                         | Nom             | Âge    | Résidence          | Élection régionale                      | Classement final |
| ------------------------------ | --------------- | ------ | ------------------ | --------------------------------------- | ---------------- |
| Mister Chic Artois-Hainaut     | Enzo Boury      | 21 ans | Cappelle-la-Grande | 24 octobre 2021 à Aubigny-au-Bac        |                  |
| Mister Chic Côte d’Opale       | Damien Vanhille | 29 ans | Bergues            | 26 mars 2022 à Grand-Fort-Philippe      | Vainqueur        |
| Mister Chic Flandre            | Hugo Leriche    | 24 ans | Douai              | 26 mars 2022 à Grand-Fort-Philippe      |                  |
| Mister Chic Nord-Pas-de-Calais | Rémy Dournel    | 22 ans | Tourcoing          | 26 septembre 2021 à Montigny-en-Gohelle |                  |
| Mister Chic Tahiti             | Karl Chung-Tan  |        | Tamae              | 13 mars 2021 à Tahiti                   | Dauphin          |

## CandidatesMiss Prestige National
Au 27 septembre 2022, 5 candidates régionales ont été élues.
| Dauphine miss Prestige Artois-Hainaut | Chloé Coubronne    | 25 ans | Isbergues    | 24 octobre 2021 à Aubigny-au-Bac        | 2eme dauphine |  |  |
| Dauphine Miss Flandre 2021            | Gwendoline         | 24 ans | Saint-Saulve | 26 mars 2022 à Grand-Fort-Philippe      |               |  |  |
| Miss Prestige Flandre                 | Laura Gosciniak    | 26 ans | Bergues      | 26 mars 2022 à Grand-Fort-Philippe      | 1ere dauphine |  |  |
| Miss Prestige Nord-Pas-de-Calais      | Clara Ringot       | 22 ans | Calais       | 26 septembre 2021 à Montigny-en-Gohelle | Miss          |  |  |
| Miss Prestige Rhône-Alpes             | Capucine Jaillette | 22 ans |              | 22 mai 2022 à Grenoble                  |               |  |  |